# عبد الله بن إباض التميمي
عبد الله بن إباض المقاعسي المري التميمي من دعاة الإباضية وإليه ينتسب المذهب.

## نشأته
اشتهرت هذه الفرقة بالإباضية من أوّل يوم، مما يدل على أنّه كان لعبد الله بن اباض دور في نشوء هذه الفرقة وازدهارها، وإن كانت الفرقة يطلقون على أنفسهم أسماء اُخرى يشترك فيها سائر المسلمين كأهل الإسلام وأهل الحق أو جماعة المسلمين، وغير ذلك، غير أنّ هذه الأسماء لم تكن وافية بالتعرّف عليهم بل كان المعرّف لهم عنوانين: 1 ـ القعدة 2 ـ الإباضية.

## المذهب الإباضي
نسبة المذهب الإباضي إليه هي نسبة عرضية كان سببها بعض المواقف الكلامية والسياسية التي اشتهر بها عبد الله وتميز بها، فنسب المذهب الإباضي إِليه. لم يستعمل «الإباضية» في تاريخهم المبكر هذه النسبة، بل كانوا يستعملون عبارة «جماعة المسلمين» أو «أهل الدعوة» أو «أهل الحق والاستقامة» وأول استعمالهم لكلمة «الإباضية» كان في أواخر القرن الثالث..